# پیت برومبرگ
پیت برومبرگ (انگلیسی: Piet Bromberg؛ ۴ مارس ۱۹۱۷ – ۲۷ ژوئیه ۲۰۰۱ (aged 84)) ورزشکار هاکی روی چمن اهل پادشاهی هلند بود.
وی در مسابقات کشوری و بین‌المللی در مجموع برندهٔ ۱ مدال برنز شده‌است.